# Larbont
Larbont – miejscowość i gmina we Francji, w regionie Oksytania, w departamencie Ariège.
Według danych na rok 2010 gminę zamieszkiwało 41 osób, a gęstość zaludnienia wynosiła 6 osób/km².